# Горяев, Михаил Иванович
Михаи́л Ива́нович Горя́ев (1904—1981) — химик, академик АН КазССР (1946), основатель биохимии в Казахстане.

## Биография
Родился в 1904 году в посёлке Архангело-Пашийского завода Пермского уезда Пермской губернии.
В 1929 году окончил Пермский государственный университет, там же начал заниматься исследованиями. 1933—1937 заведует кафедрой Ленинградского института молочной промышленности. В 1938 году переехал в Алма-Ату, где был сначала заведующим кафедрой Алма-Атинского зооветеринарного института, затем заведующим лабораторией.
С 1942 директор Химико-металлургического института КазФАН СССР. В 1946 году участвовал в создании АН КазССР и был выбран вице-президентом Академии, и пробыл в этой должности до 1955 года.

## Основные научные работы
Исследовал в области химии природных соединений, их синтетической трансформации, технологии гидролизного производства.
- Химия можжевельника. — Алма-Ата, 1969.
- Справочник по газожидкостной хроматографии органических кислот. — Алма-Ата, 1977.
- Лекарственные растения флоры Монголии. — Алма-Ата, 1980.
- Растения, обладающие противоопухолевой активностью. — Алма-Ата, 1983.

## Награды
Награждён орденом Ленина, орденом Октябрьской революции и орденом Трудового Красного Знамени.